# Time to Say Goodbye (álbum)
Time to Say Goodbye (en español: Hora de decir adiós) retitulado como Timeless para Europa, es un álbum de la cantante británica Sarah Brightman en conjunto con la orquesta sinfónica de Londres y los tenores Andrea Bocelli y José Cura, lanzado en 1997. Este es uno de los trabajos discográficos más exitosos de Brightman. Fue certificado con Discos de Oro y Platino en más de 21 países.

## Lista de canciones

### Versión americana
1. "Time To Say Goodbye (Con te partirò)" – 4:06 (con Andrea Bocelli)
2. "No One Like You" – 4:45
3. "Just Show Me How to Love You" – 4:00 (con José Cura) (Versión de "Tu Cosa Fai Stasera" de Riccardo Fogli)
4. "Tú Quieres Volver" – 3:49 (Versión de "Tú Quieres Volver" by Gipsy Kings)
5. "In Pace" – 3:07
6. "There For Me" – 3:45 (con José Cura)
7. "Bilitis-Gènèrique" (Instrumental) – 3:25
8. "Who Wants to Live Forever" (Versión de Queen) – 3:55
9. "La Wally" (Versión del cuarto acto de ópera de Alfredo Catalani) – 4:04
10. "Naturaleza Muerta" – 5:26 (Versión de "Naturaleza Muerta" de Mecano)
11. "En Aranjuez con tu Amor" – 3:51
12. "In Trutina" – 2:31 (Versión de "Carmina Burana" de Carl Orff)
13. "O Mio Babbino Caro" – 2:41 [Canción adicional] (Versión de la ópera "Gianni Schicchi" de Puccini)
14. "Alleluja" - 3:11 [Canción adicional] (Pieza de Mozart)

### Versión europea
1. "No One Like You" – 4:45
2. "Just Show Me How to Love You" – 4:00  (con José Cura) (Versión de "Tu Cosa Fai Stasera" de Riccardo Fogli)
3. "Tú Quieres Volver" – 3:49 (Versión de "Tú Quieres Volver" by Gipsy Kings)
4. "In Pace" – 3:07
5. "There For Me" – 3:45 (con José Cura)
6. "Bilitis-Gènèrique" (Instrumental) – 3:25
7. "Who Wants to Live Forever" (Versión de Queen) – 3:55
8. "La Wally" (Versión del cuarto acto de ópera de Alfredo Catalani) – 4:04
9. "Naturaleza Muerta" – 5:26 (Versión de "Naturaleza Muerta" de Mecano)
10. "En Aranjuez con tu Amor" – 3:51
11. "In Trutina" – 2:31 (Versión de "Carmina Burana" de Carl Orff)
12. "Time To Say Goodbye (Con Te Partirò)" – 4:06 (con Andrea Bocelli)
13. "O Mio Babbino Caro" – 2:41 [Canción adicional]
14. "Alleluja" - 3:11 [Canción adicional] (Pieza de Mozart)

## Sencillos
- "Time to Say Goodbye" (con Andrea Bocelli) (1996)
- "Just Show Me How To Love You" (1997)
- "Tú Quieres Volver" (1997)
- "There For Me" (1997)
- "Who Wants to Live Forever" (1997)